# Pat Robertson
Marion Gordon "Pat" Robertson, född 22 mars 1930 i Lexington, Virginia, död 8 juni 2023 i Virginia Beach, Virginia, var en amerikansk konservativ tv-predikant som tillhörde Southern Baptist Convention. Han var grundare av The Christian Broadcasting Network (CBN) som når 180 länder på 71 olika språk. Där var han under flera decennier programledare för TV-programmet The 700 Club innan han drog sig tillbaka 2021. Som ägare av CBN skapade han sig en ansenlig privat förmögenhet. Han var också grundare till och kansler för Regent University.
Han var sedan tidigt 1980-tal en av de ledande figurerna inom den kristna högern i USA och har även grundat aktivistorganisationen Christian Coalition. Han ställde upp i det republikanska primärvalet inför presidentvalet 1988 mot bland annat George Bush (Sr) och Bob Dole. Robertsons kampanj fick en lyckad start när han kom tvåa efter Bob Dole i primärvalet i Iowa, men Robertson förlorade sitt momentum efter dispyter om de uppgifter han lämnat om sin militära tjänstgöring och som resultat av de skandaler som härjade kring TV-predikanterna Jimmy Swaggart och Jim Bakker.

## Uttalanden och kontroverser
2005 skapade han rubriker efter ett uttalande om att USA:s regering bör låta mörda Venezuelas vänsterpresident Hugo Chavez. Robertson har också kritiserats för ett antal anti-muslimska, anti-homosexuella och antifeministiska kommentarer.
Robertson har ofta använt föreställningen om ett kommande Harmagedon i sina tal och uttalanden. 1982 förutspådde han att domedagen skulle komma innan årets slut. I januari 2007 menade han att Gud berättat för honom om ett stort terroristdåd som skulle ske i USA under samma år.
Han är även författare till The New World Order, en konspirationsteoretisk bok som påstår att judiska bankirer, kommunister, frimurarorden, Illuminati och Satan med flera planerar att omkullkasta USA via Europa och FN.
I januari 2006 sade han att den dödliga hjärnblödning som drabbat Israels premiärminister Ariel Sharon var Guds straff för att Sharon låtit "dela" Heliga landet (han syftade framförallt på utrymningen av Gazaremsan). Efter att Israel som ett svar på detta uttalande hotat att utesluta Robertsons organisation från ett religiöst byggnadsprojekt (Galilee Christian Heritage Center) i Israel värt runt 50 miljoner amerikanska dollar, bad Robertson om ursäkt för sin kommentar i ett brev riktat till Sharons son Omri Sharon.
Efter 11 september-attackerna gästade Jerry Falwell Robertsons TV-program The 700 Club och skyllde attackerna på bland annat abortläkare, homosexuella och feminister, vilket Robertson tycktes hålla med om.
Robertson har i sitt TV-program uttalat stöd för Charles Taylor, tidigare president i Liberia, anklagad för brott mot mänskligheten. Det har senare framkommit att Robertson investerat $8 miljoner i en guldgruva i Liberia. Under folkmordet i Rwanda bad han i TV-programmet tittarna om donationer till sin välgörenhetsorganisation Operation Blessing, för att flyga flyktingar från Rwanda till Zaire. Enligt en utredning användes flygplanen för att skicka gruvutrustning till en gruva Robertson ägde i Zaire.
Efter jordbävningen i Haiti 2010 sade han att den var ett straff för att Haiti ingått en pakt med djävulen för att bli fria från den franska kolonialmakten.